# Daniel Hétu
Pour les articles homonymes, voir Hétu.
Daniel Hétu, né le 1er décembre 1950 à Montréal et mort le 8 janvier 2008 à l'âge de 57 ans,, est un organiste, pianiste, arrangeur, accompagnateur, chef d'orchestre et auteur-compositeur-interprète québécois. Il était le fils de l'organiste-pianiste Lucien Hétu et l'époux de la productrice Diane Juteau.

## Biographie
Daniel Hétu amorce ses études de piano à l'âge de quatre ans avec André Mathieu et enregistre son premier disque, La parade des soldats de bois, qui lui vaut d'ailleurs un prix, à 11 ans. Entre 1967 et 1971, il poursuit sa formation (piano, percussions et orchestration) à l'École de musique Vincent-d'Indy, à Outremont ainsi qu'avec l'arrangeur Neil Chotem, connu pour sa collaboration à L'Heptade d'Harmonium.
Daniel Hétu a mené une carrière musicale prolifique de la fin des années 1960 jusqu'aux années 1980.  Il a notamment été le directeur musical de nombreuses émissions de télévision, dont Les Coqueluches à Radio-Canada en 1976 et Les Tannants à Télé-Métropole de 1977 à 1981.  Pierre Marcotte le décrit à cette époque comme un arrangeur "timide" mais "surdoué". En 1981, il coanime l'émission L'ArtiShow avec Fernand Gignac et Pierre Lalonde à Télé-Métropole.
Il a travaillé avec une série de vedettes québécoises de la chanson, dont René Simard, Ginette Reno (pour lesquels il a été chef d'orchestre), Édith Butler, Renée Claude, Patsy Gallant, Aimé Major et Renée Martel.  À titre de chef d'orchestre, il a accompagné des stars étrangères, comme Charles Aznavour, Gilbert Bécaud et Mireille Mathieu.
En 1979, il interprète une ballade intitulée Je t'attendais, qui s'écoule à plus de 100 000 exemplaires. Suit un album éponyme, qui lui vaut un second disque d'or.
Daniel Hétu vivait entre la vie et la mort depuis décembre 2007. Le 4 décembre de la même année, il a dû être hospitalisé d'urgence pour une hémorragie gastrique. Il a ensuite été dans le coma pendant deux jours.  Le 28 décembre, vers 14 h, le chanteur et pianiste a été victime d'une nouvelle hémorragie, qui a nécessité une nouvelle opération. Douze heures plus tard, une troisième hémorragie, très violente, s'est produite. Dix heures ont été nécessaires pour l'arrêter. L'artiste a alors sombré dans un coma profond, dont il n'est jamais ressorti.  Il avait été victime d'une cirrhose du foie quatre ans auparavant. Il souffrait aussi du diabète.

## Discographie
Après son premier 45 tours à l'orgue La parade des soldats de bois en 1962, il collabore avec son père au disque Lucien Hétu et son fils Daniel en 1968 sous étiquette RCA Victor Gala.  Le même éditeur fait paraître Daniel Hétu joue les grands succès de Roger Whittaker en 1972. De 1977 à 1988, il fera paraître 5 albums de chansons originales,.

### Albums originaux
- 1979 - Je t'attendais (Éditeur: Célébrité)
- 1980 - Femmes du monde (Éditeur: Célébrité)
- 1982 - Et je rêve (Éditeur: Célébrité)
- 1983 - Ma vie (Éditeur: Disques No. 1)
- 1988 - Daniel Hétu (Éditeur: Cupidon)

### Compilations
- 1993 - Rétrospective (Éditeur: Mérite)
- 2000 - Je t'attendais (Éditeur: Mérite)